# مگا من ۱۱
مگا من ۱۱ (انگلیسی: Mega Man 11) یک بازی ویدئویی به سبک اکشن سکوبازی است که توسط کپکام در اکتبر سال ۲۰۱۸ برای پلت‌فرم‌های مایکروسافت ویندوز، پلی‌استیشن ۴، اکس‌باکس وان و نینتندو سوئیچ منتشر شده‌است.